# Treporti
Treporti è una frazione italiana del comune di Cavallino-Treporti.

## Geografia fisica
L'abitato sorge nella Laguna Veneta nordorientale, all'estremità nordoccidentale del litorale del Cavallino. Si estende sulle tre isole Treportine, ovvero, da sud a nord, l'isola di Portosecco, l'isola della Chiesa (dove si trova il cuore del paese) e Saccagnana, intervallate dai canali Pordelio, Portosecco e Saccagnana.

## Storia
Il toponimo ricorda che qui, in passato, confluivano le tre bocche di porto che servivano rispettivamente Lio Maggiore, Torcello e San Felice di Ammiana. Ebbe una storia assai turbolenta e fu più volte oggetto di distruzioni: la saccheggiarono per primi gli Ungari (X secolo), quindi i Genovesi durante la guerra di Chioggia (XIV secolo), infine l'esercito della Lega di Cambrai (XVI secolo). A ciò si aggiungevano anche difficoltà naturali, causate dal mutevole ambiente della Laguna Veneta.
Treporti risorse nel corso del Cinquecento a partire dal complesso rurale "del Prà", presso la vicina Saccagnana, il quale si ingrandì poi verso occidente dove venne infine costruita l'attuale parrocchiale.

## Monumenti e luoghi d'interesse
Sino alla costruzione della chiesa della Santissima Trinità il paese aveva una cappella dell'inizio del XVI secolo. 
L'edificio moderno sorge su un terreno donato dalla famiglia Savina Filomati e ciò ha causato lo spostamento del centro locale dalla zona dal "Prà" di Saccagnana alla piazza recente.
La chiesa della Santissima Trinità, consacrata nel 1684, è il risultato del rifacimento iniziato nel 1913 e concluso negli anni sessanta. Il transetto nord ingloba la facciata della chiesa secentesca ed è rimasto intatto il vecchio campanile, accanto alla nuova torre del 1932.
All'interno, sull'altare maggiore, la pala della Santissima Trinità, opera di anonimo del XIX secolo. Ai lati, l'Ultima Cena e la Santa Convocazione di Francesco Enzo. Sull'altare di San Rocco si trova la statua di Santa Filomena. Sull'altare della Madonna è presente una statua lignea della Vergine con Bambino di Valentino Besarel.

## Sport
La società calcistica locale è la Acd Treporti militante nel campionato di Seconda Categoria.